# باربارا تاکمن
باربارا وِرتهایم تاکمن (به انگلیسی: Barbara Wertheim Tuchman) (زادهٔ ۳۰ ژانویهٔ ۱۹۱۲ - درگذشتهٔ ۶ فوریهٔ ۱۹۸۹) گزارشگر و تاریخ‌نگار آمریکایی و برندهٔ جایزهٔ پولیتزر است.

## زندگی
باربارا تاکمن در ۳۰ ژانویهٔ ۱۹۱۲ در نیویورک به دنیا آمد. تحصیلاتِ خود را در کالجِ رِدکلیف (وابسته به دانشگاه هاروارد) در ۱۹۳۳ به پایان رساند، و سال بعد را در زادگاهِ خویش و در توکیو برای «انجمن روابط اقیانوس آرام» کار کرد. پدرش، موریس وِرتهایم، بانکدارِ آمریکایی، چند سالی امتیازِ مجلهٔ نِیشِن را داشت و در آنجا کاری به دخترِ خود واگذاشت. در سال ۱۹۳۷ با سِمتِ خبرنگارِ خارجیِ این مجله به اسپانیا رفت و مراحلِ اولیهٔ جنگِ داخلیِ اسپانیا را به چشم دید و گزارش کرد. در مادرید، مدتی همراهِ نیروهای جمهوری‌خواه به محاصرهٔ قوای دشمن درآمد؛ و بعد در لندن برای مجلهٔ تبلیغاتیِ جمهوری‌خواهان مقاله نوشت و به آرمانِ آنان یاری رساند. در طول جنگ جهانی دوم، روزنامه‌نگار باقی ماند.
در سال ۱۹۳۹ با لِستر آر. تاکمن، که پزشکِ داخلی و استاد دانشگاهِ مَنهَتَن بود، ازدواج کرد. ثمرهٔ این ازدواج ۳ دختر بود.
تاکمن در طولِ زندگی‌اش یازده کتاب نوشت، همه در زمینهٔ تاریخ. کتابِ اول وی دربارهٔ مناسباتِ بریتانیا و اسپانیا از سال ۱۷۰۰ به این‌طرف بود. نخستین کار جدیِ او در عالمِ نویسندگی کتابِ کتاب مقدس و شمشیر بود که روایتی است از جغرافیایِ بغرنجِ سیاسیِ فلسطین و اقداماتِ نابه‌سامانِ گذشته در چاره‌جویی برای مشکلاتِ منطقه. با نوشتنِ توپ‌های ماهِ اوت که وصفِ مهیجی است از پیش‌درآمدِ سیاسیِ درگیری در آغازِ عملیاتِ نظامیِ جنگ جهانی اول، جایزهٔ پولیتزرِ ۱۹۶۳ را ازآنِ خود نمود. استیلوِل و تجربهٔ آمریکا در چین جایزهٔ پولیتزر را در سال ۱۹۷۲ و برای بارِ دوم نصیب نویسنده کرد.
باربارا تاکمن هرچه پا به سنّ گذاشت به گذشته بیشتر روی آورد. کتابِ آیینهٔ دوردست: قرنِ فجیعِ چهاردهم (۱۹۷۸) تصویرِ تأثرانگیز و ویرانگری‌های جنگ و ستیز و بیماریِ طاعون (مرگِ سیاه) در جامعهٔ قرونِ وسطایِ اروپاست.
باربارا تاکمن در فوریهٔ ۱۹۸۹ در هفتادوهفت سالگی و بر اثر سکتهٔ مغزی درگذشت.

## آثار
شور و شوقِ شگفتِ تاکمن به سرگذشت‌ها و ماجراهایِ تاریخ به‌نوعی جاذبهٔ رمان به کارهای او می‌داد. با این که از تاریخ نویسانِ نامیِ کشورِ خود بود و سال‌ها ریاستِ «انجمنِ مورخانِ آمریکا» و نیز «فرهنگستانِ هنر و ادبیاتِ آمریکا» را به عهده داشت، برخلافِ غالبِ مورخانِ «دانشگاهی»، در کارهای خود نیازی نمی‌دید که جز پژوهش‌هایش را عرضه دارد. این گزینه از سخنرانیِ ۱۹۷۸ او در لندن نمودارِ اصولِ رهنمونِ نویسنده است: «هدفِ مورخ حفظِ توجهِ خواننده است، یا باید باشد… من می‌خواهم خواننده‌ام صفحه را که برمی‌گردانَد، به آخر برساند. این مقصود موقعی حاصل می‌شود که روایت روان پیش برود، و فرسوده در بندِ تحقیق و زیرِ بارِ تفصیل به گِل ننشیند.»
نخستین کتابی که از او به فارسی درآمد سیرِ نابخردی به ترجمهٔ حسن کامشاد بود.

### فهرست کتاب‌ها
- مناسباتِ بریتانیا و اسپانیا از سال ۱۷۰۰ (۱۹۳۸) The Lost British Policy: Britain and Spain Since 1700
- کتابِ مقدس و شمشیر (۱۹۵۶) Bible and Sword: England and Palestine from the Bronze Age to Balfour
- تلگرامِ تسیمرمان (۱۹۵۸) The Zimmermann Telegram
- توپ‌های ماه اوت (۱۹۶۲) ترجمهٔ محمد قائد، نشر ماهی، بهار ۱۳۹۳. The Guns of August
- برج فرازان (۱۹۶۶) ترجمهٔ عزت‌الله فولادوند، چاپ اول، ۱۳۸۰،انتشارات سخن٫ برندهٔ عنوان کتاب ممتاز سال ۱۳۸۰ جمهوری اسلامی ایران، چاپِ جدید، نشر ماهی، ۱۳۹۲. The Proud Tower
- استیلول و تجربه آمریکا در چین (۱۹۷۰) Stilwell and the American Experience in China, 1911–1945
- (Notes from China (۱۹۷۲
- آئینه دوردست: قرن فجیع چهاردهم (۱۹۷۸) A Distant Mirror: The Calamitous Fourteenth Century. این کتاب به فارسی ترجمه شده‌است: آینه‌ای در دوردست؛ قرن مصیبت‌بار چهاردهم. ترجمه حسن افشار. نشر ماهی. زمستان ۱۳۹۹.
- (Practicing History (۱۹۸۱
- تاریخ بی‌خردی، از تروا تا ویتنام (۱۹۸۴) ترجمهٔ حسن کامشاد، نشرِ کارنامه، ویراستِ سوم، چاپِ سوم، نوروزِ ۱۳۹۱. The March of Folly: From Troy to Vietnam
- سلام اول (۱۹۸۸) ترجمهٔ حسن افشار، نشر ماهی، پاییز ۱۳۹۲. The First Salute: A View of the American Revolution